# Hrvatski jezični korpus
Hrvatski jezični korpus (HJK) je korpus tekstova hrvatskoga jezika koji se izgrađuje u Institutu za hrvatski jezik i jezikoslovlje (IHJJ).

## Pozadina
Hrvatski jezični korpus je u početku financiralo Ministarstvo znanosti, obrazovanja i športa Republike Hrvatske unutar istraživačkoga programa Hrvatske jezične mrežne riznice pod brojem 0212010 iz svibnja 2005. godine. U drugoj razvojnoj fazi, od 2007. godine, HJK se dalje razvijao kao dio istraživačkoga programa Hrvatske jezične riznice koji je također financirao MZOŠ (cf. Ćavar and Brozović Rončević, 2012). U tom programu (voditeljica Dunja Brozović Rončević) HJK je razvijan kroz rezultate rada znanstvenih projekata Hrvatske jezične riznice. Voditelji HJK-a su Dunja Brozović Rončević i Damir Ćavar.

## Ciljevi
Jedan od glavnih ciljeva HJK-a jest stvoriti javno dostupan korpus hrvatskoga jezika obilježen na više razina: lematizacijski, morfološki,  morfosintaktički, fonološki i sintaktički. Osim onih pisanih na standardnome hrvatskom jeziku, HJK obuhvaća i tekstove iz raznih dijakronijskih faza hrvatskoga jezika, kao i digitalizirane rukopise te rječnike hrvatskoga jezika.

## Format i dostupnost
Sakupljeni i digitalizirani tekstovi Hrvatskoga jezičnog korpusa obilježeni su s pomoću standarda TEI XML u inačici P5. HJK trenutačno obaseže više od 90 milijuna pojavnica. Korpusu se pristupa preko Philologicova sučelja (vidi The ARTFL Project, Department of Romance Languages and Literatures, University of Chicago). Podijeljen je u različite potkorpuse, a za specifične istraživačke potrebe stvaraju se i prilagođeni potkorpusi.

## Sadržaj
HJK je sastavljen od odabranih tekstova hrvatskoga jezika pokrivajući razne funkcionalne stilove i žanrove. Potkorpus standardnoga jezika obuhvaća pisane izvore iz razdoblja početaka standardizacije hrvatskoga jezika, tj. od druge polovice 19. stoljeća.  
Hrvatski jezični korpus sastoji se od sljedećih tekstova:
- temeljnih djela hrvatske književnosti (romani, novele, crtice, drame, pjesme, eseji),
- beletristike,
- sveučilišnih udžbenika i znanstvenih publikacija raznih disciplina,
- školskih priručnika,
- prevedenih djela vrsnih hrvatskih prevoditelja,
- mrežnih časopisa i novina,
- knjiga iz predstandardizacijskoga perioda hrvatskoga jezika prilagođenih suvremenome jeziku.

## Suradnja
Izgradnja HJK-a omogućena je suradnjom sa sljedećim ustanovama:
- Školska knjiga
- Hrvatska akademija znanosti i umjetnosti (HAZU)
- Matica hrvatska, Stoljeća hrvatske književnosti  Arhivirana inačica izvorne stranice od 4. srpnja 2011. (Wayback Machine)

## Vanjske poveznice
- Hrvatski jezični korpus (HJK) i Hrvatska jezična riznica Instituta za hrvatski jezik i jezikoslovlje
- Institut za hrvatski jezik i jezikoslovlje
- Hrvatski nacionalni korpus, još jedan korpus hrvatskoga jezika koji je izgrađen u Zavodu za lingvistiku Filozofskoga fakulteta Sveučilišta u Zagrebu.